# Nalesoni Laifone Tupou
Titre
Prince héritier du royaume des Tonga
11 mars 1885 – 6 juin 1889
(4 ans, 2 mois et 26 jours)
Nalesoni Laifone, né vers 1859 au Palais royal à Nuku'alofa où il est mort le 6 juin 1889, est un prince tongien de la Maison royale des Tupou et petit-fils du roi George Tupou Ier.

## Biographie
Né en 1859, il était le plus jeune enfant et le deuxième fils du prince Tevita ʻUnga (David) et de sa première épouse Fifita Vavaʻu. Les morts successifs de son oncle, George Tupou (1862), de son père (1879) et de son frère, Wellington Ngu (1885), font de lui, selon la constitution de 1875, le nouvel héritier du trône de son grand-père, le roi George Tupou Ier. 
En 1881, Laifone s'est rendu à Auckland, en Nouvelle-Zélande, accompagné de Joine Tavo. Au cours de sa visite, il a été décrit comme « d'environ 6 pieds 3 pouces de hauteur, bien proportionné et régulier ». En 1886, un correspondant itinérant du New Zealand Herald a interviewé le prince.
Malade pendant plusieurs mois, le prince Laifone meurt le 6 juin 1889 au palais royal. Des coups de feu ont été tirés et des drapeaux abaissés en berne dans la capitale pour lui rendre hommage. Mort sans enfants, Laifone transmet ses fonctions de prince héritier à sa sœur Fusipala. Le décès de cette dernière quelques mois plus-tard laisse la fonction d'héritier à son fils, le prince George Tupou.

## Mariage
Il épouse Luseane Angaʻaefonu (1871–1941), fille aînée de ʻInoke Fotu et de la princesse Lavinia Veiongo Mahanga. Ce mariage reste sans descendance. 